# Mautodontha boraborensis
Mautodontha boraborensis је пуж из реда Stylommatophora и фамилије Charopidae. 

## Угроженост
Ова врста је крајње угрожена и у великој опасности од изумирања.

## Распрострањеност
Француска Полинезија.

## Станиште
Врста Mautodontha boraborensis има станиште на копну.